# Günther Senftleben
Günther Senftleben (né le 4 mars 1925 à Büdingen, mort le 12 octobre 1982 à Vaterstetten) est un directeur de la photographie allemand.

## Biographie
Senftleben reçoit une formation de photographe et travaille d'abord comme premier assistant opérateur dans le cinéma. Il est chef opérateur à partir de 1957 et travaille plusieurs fois pour des clients américains à partir de 1960. Il est généralement consulté pour des projets relativement ambitieux, dont Seelenwanderung de Rainer Erler.
Vers la fin des années 1960, Senftleben fonde sa propre société de production GSF à Vaterstetten. Avec elle, il réalise principalement des documentaires pour la télévision.

## Filmographie
- 1957 : Ein Stück vom Himmel
- 1958 : C 12 H 22 O 11 – Auf den Spuren des Lebens (court métrage)
- 1958 : Rien que la vérité (de)
- 1958 : Peter Foss, le voleur de millions
- 1959 : Rendez-vous à Vienne (de)
- 1959 : Pris au piège (de)
- 1959 : Tales of the Vikings (série télévisée, 1 épisode)
- 1959 : Jacqueline (de)
- 1959 : Bezaubernde Arabella
- 1960 : La femme à la fenêtre obscure (de)
- 1960 : Le Joueur d'échecs
- 1960 : Ingeborg
- 1960 : Agatha, laß das Morden sein! (de)
- 1961 : Question 7
- 1961 : Der sichere Tip (TV)
- 1961 : Le Rêve de Mademoiselle Tout-le-monde
- 1962 : Die kleinen Füchse (TV)
- 1962 : Seelenwanderung (de) (TV)
- 1962 : Alle Macht der Erde (TV)
- 1963 : L'Irrésistible Célibataire
- 1963 : Die Geschichte vom Fischer und seiner Frau (TV)
- 1963 : Capitaine Sinbad
- 1963 : Das Unbrauchbare an Anna Winters (TV)
- 1963 : Freundschaftsspiel (TV)
- 1963 : Die Entscheidung (TV)
- 1963 : Don Carlos – Infant von Spanien (TV)
- 1964 : Erzähl mir nichts (de)
- 1964 : Émile et les Détectives
- 1966 : Maya
- 1966 : Adrian der Tulpendieb (série télévisée)
- 1966 : Die fünfte Kolonne (série télévisée, un épisode)
- 1966 : Le Monde merveilleux de Disney (série télévisée, 2 épisodes)
- 1966 : Der schwarze Freitag (TV)
- 1966 : Der geborgte Weihnachtsbaum (TV)
- 1967 : Das Kriminalmuseum (série télévisée, 2 épisodes)
- 1967–1968 : Maya (série télévisée, 18 épisodes)
- 1968 : Wilhelmina (TV)
- 1968 : Was Ihr wollt (TV)
- 1968 : Peter und Sabine (de)
- 1969 : Glaube, Liebe, Hoffnung (TV)
- 1970 : Am Ziel aller Träume (TV)
- 1970 : Fall Regine Krause (TV)
- 1970 : Das Kamel geht durch das Nadelöhr (de) (TV)
- 1971 : Gestrickte Spuren (TV)
- 1971 : Der Kommissar (série télévisée, un épisode)